# Eskilsby en Snugga
Eskilsby en Snugga (Zweeds: Eskilsby och Snugga) is een tätort in de gemeente Härryda in het landschap Västergötland en de provincie Västra Götalands län in Zweden. Het tätort heeft 219 inwoners (2005) en een oppervlakte van 67 hectare. Eigenlijk bestaat het tätort uit twee plaatsen: Eskilsby en Snugga. Het tätort ligt in een bebost en heuvelachtig gebied en grenst aan de noordoever van het meer Västra Ingsjön.